# کلیسای کالاپانی (ووسکپار)
کلیسای کالاپانی (ارمنی: Կալապանի եկեղեցի؛ انگلیسی: Kalapan) یک کلیسا متعلق به کلیسای حواری ارمنی واقع در شهر ووسکپار، استان تاووش ارمنستان می‌باشد. ساخت و ساز این ساختمان در سده ۱۳ام میلادی؛ به پایان رسید. این بنا به سبک معماری ارمنی طراحی شده است.